# Вознесенье (Ленинградская область)
Вознесе́нье — посёлок городского типа в Подпорожском районе Ленинградской области, административный центр Вознесенского городского поселения. Расположен на крайнем северо-востоке области, на берегу Онежского озера.

## Название
Первоначально деревня Вознесенье носила название Намойные Пески. Название населённого пункта происходит от находившегося на правом берегу Свири Вознесенского монастыря (действовал с 1563 до 1764 года).

## История

### Российская империя
Деревня Вознесенье образовалась в середине XIX века на месте Вознесенского погоста и деревни Свирское Устье в связи со строительством Мариинской водной системы.

НАМОЙНЫЕ ПЕСКИ (ВОЗНЕСЕНЬЕ) — деревня при реке Свири, число дворов — 76, число жителей: 102 м. п., 139 ж. п.; Часовен православных две. Почтовое отделение. Телеграфная станция. Почтовая и обывательская станции. Этап. Кузница. Хлебные амбары. Судоходная пристань. (1873 год)

С пуском канала деревня стала развиваться как торгово-перевалочный пункт на водном пути. Сборник Центрального статистического комитета описывал её так:

НАМОЙНЫЕ ПЕСКИ (ВОЗНЕСЕНЬЕ, УСТЬЕ, ВОЗНЕСЕНСКАЯ ПРИСТАНЬ) — село бывшее государственное при реке Свири, дворов — 75, жителей — 475; Церковь православная, 2 часовни, почтовая станция, 30 лавок, 6 трактиров. (1885 год)

Село строилось и на противоположном берегу Свири, административно относящемся к Шелтозёрско-Бережной волости 1-го стана Петрозаводского уезда Олонецкой губернии:

ВОЗНЕСЕНЬЕ — село бывшее гарнизонное при реке Свири, дворов — 6, жителей — 41; две церкви православных, две лавки. (1885 год)

Согласно данным первой переписи населения Российской империи:

НАМОЙНЫЕ-ПЕСКИ — деревня, православных — 1039, мужчин — 535, женщин — 575, обоего пола — 1110. (1897 год)

В конце XIX века здесь появились судоремонтные мастерские. Село административно относилось к Оштинской волости 3-го стана Лодейнопольского уезда Олонецкой губернии.

НАМОЙНЫЕ ПЕСКИ (ВОЗНЕСЕНЬЕ) — село Вознесенского сельского общества при реке Свири, население крестьянское: домов — 112, семей — 121, мужчин — 162, женщин — 204; некрестьянское: домов — 12, семей — 14, мужчин — 26, женщин — 30; лошадей — 23, коров — 68, прочего — 3. Две школы, почтовая контора, пристань. (1905 год)

До 1896 года в селе был устроен финский лютеранский молитвенный дом, закрыт в 1930-х.

### СССР
С 1927 по 1954 годы Вознесенье было административным центром Вознесенского района Ленинградской области.
По данным 1933 года село Вознесенье являлось административным центром Вознесенского сельсовета Вознесенского района, в который входили 22 населённых пункта: деревни Балаховская, Бачуринская, Березо-Кондратовская, Богачева, Бродушки, Валдомы, Горина, Кара-Пахомовская, Кондратьевская, Корнаволок, Красный Бор, Меноховская, Осиновка, Пролетарская Сторона, Пустошь-Агафоновская, Пустошь-Степановская, Расщепова, Савинская, Чурсельга-Ильинская, Чурсельга-Сидоровская, Ян-Наволок и село Вознесенье, общей численностью населения 5029 человек.
Постановлением Президиума ВЦИК 20 августа 1935 года районный центр село Вознесенье было преобразовано в рабочий посёлок.
По данным 1936 года в состав Вознесенского сельсовета с центром в рабочем посёлке Вознесенье входили 3 населённых пункта, 779 хозяйств и 4 колхоза.
В ходе Большого террора 1937—1938 годов, по имеющимся сведениям, было расстреляно 107 жителей Вознесенья.

Посёлок Вознесенье на карте 1943 года

Во время Великой Отечественной войны посёлок был оккупирован финляндской армией. Освобождён 18 июля 1944 года. В освобождении посёлка принимали участие суда Онежской флотилии. От деревянных строений Вознесенья остался единственный дом, так называемое «восьмое общежитие».
По данным 1966 и 1973 годов рабочий посёлок Вознесенье находился в подчинении Подпорожского горсовета.

### Российская Федерация
По данным 1990 года в административном подчинении Вознесенского поселкового совета находилась деревня Красный Бор.
1 января 2006 года стал административным центром Вознесенского городского поселения.

## География
Вознесенье расположено в северо-восточной части района у истока реки Свирь из Онежского озера. Посёлок расположен на обоих берегах реки, связанных паромной переправой.
Через посёлок проходит автодорога 41К-147 (Петрозаводск — Ошта). Расстояние до районного центра — 91 км.
Расстояние до ближайшей железнодорожной станции Подпорожье — 102 км.

### Климат
| Показатель              | Янв. | Фев. | Март | Апр. | Май | Июнь | Июль | Авг. | Сен. | Окт. | Нояб. | Дек. | Год |
| ----------------------- | ---- | ---- | ---- | ---- | --- | ---- | ---- | ---- | ---- | ---- | ----- | ---- | --- |
| Средняя температура, °C | −8,2 | −8,2 | −3,4 | 2,9  | 9,1 | 14,1 | 17,0 | 14,9 | 10,3 | 4,3  | −1,5  | −5,5 | 3,9 |
| Норма осадков, мм       | 41   | 35   | 33   | 32   | 50  | 72   | 78   | 87   | 63   | 66   | 54    | 49   | 660 |
| Источник:               |      |      |      |      |     |      |      |      |      |      |       |      |     |

## Население
| 1873  | 1885  | 1897  | 1905  | 1920  | 1923  | 1926  |
| ----- | ----- | ----- | ----- | ----- | ----- | ----- |
| 241   | ↗475  | ↗1110 | ↘422  | ↗1223 | ↗1381 | ↗2856 |
| 1935  | 1939  | 1945  | 1949  | 1959  | 1970  | 1979  |
| ↗4600 | ↗7009 | ↘891  | ↗2659 | ↗3302 | ↘3154 | ↘2960 |
| 1989  | 1997  | 2002  | 2006  | 2009  | 2010  | 2012  |
| ↗3123 | ↘3100 | ↘2817 | ↘2700 | ↘2678 | ↘2425 | ↗2446 |
| 2013  | 2014  | 2015  | 2016  | 2017  | 2018  | 2019  |
| ↗2456 | ↗2474 | ↘2442 | ↘2403 | ↘2354 | ↘2300 | ↘2280 |
| 2020  | 2021  | 2023  | 2024  | 2025  |       |       |
| ↘2250 | ↘2217 | ↘2199 | ↘2167 | ↗2168 |       |       |

### Национальный состав
| Национальности | 1926  | 1926 | 1939  | 1939 | 2002  | 2002 |
| Национальности | число | %    | число | %    | число | %    |
| -------------- | ----- | ---- | ----- | ---- | ----- | ---- |
| Всего          | 2856  | 100  | 7009  | 100  | 2817  | 100  |
| русские        | 2692  | 94,3 | 6766  | 96,5 | 2655  | 94,3 |
| украинцы       | 2     | 0,1  | 40    | 0,6  | 48    | 1,7  |
| вепсы          | 55    | 1,9  | 105   | 1,5  | 30    | 1,1  |
| белорусы       | 1     | 0,0  | 11    | 0,2  | 18    | 0,6  |
| прочие         | 106   | 3,7  | 87    | 1,2  | 66    | 2,5  |

Согласно данным Всероссийской переписи населения 2021 года в посёлке проживали 2217 человек, из них:
 русские — 2018, украинцы — 12, вепсы — 10, молдаване — 4, армяне — 3, белорусы — 3, карелы — 2, азербайджанцы — 1, евреи — 1, татары — 1, узбеки — 1, финны — 1, цыгане — 1, другие национальности — 38 человек, остальные национальность не указали.

## Экономика
В посёлке находится речной порт, ремонтно-эксплуатационная база речного флота и леспромхоз.

## Транспорт
Посёлок находится на перекрёстке трёх транспортных путей: реки Свирь, автодороги 41К-147 (Петрозаводск — Ошта) и Онежского канала.

## Инфраструктура
Посёлок, как центр Вознесенского городского поселения, имеет поликлинику, отделение почты, АЗС, библиотеку, школу, паромную переправу.

## Паромная переправа
Была открыта ещё при Российской империи. Паром ходит каждый час от каждого берега, путь занимает чуть меньше 10 минут. Для местных жителей проезд бесплатный, а проезжающие платят: от 170 рублей за автомобиль до 1000 рублей за фуру.
Переправа располагает несколькими паромами: «Аркадий Филатов», «Свирь-1» и «Свирь-2». Паром «А. Филатов» был выпущен в 2015 году, а последние два имеют больший возраст, и их эксплуатируют при поломке на первом.

## Памятники
- В. И. Ульянову-Ленину
- В честь открытия Онежского канала
- Солдатам РККА, павшим при освобождении Вознесенья и прилежащих территорий

## Достопримечательности
- Церковь Благовещения Пресвятой Богородицы, 1605 года постройки, деревянная, утрачена[44].
- Церковь Вознесения Господня, 2007 года постройки, каменная, действующая[45].
- Церковь Вознесения Господня, 1847 года постройки, деревянная, утрачена в 1964 году[46].
- Церковь Покрова Пресвятой Богородицы, 1884 года постройки, деревянная, утрачена[47].
- Часовня Николая Чудотворца, 2016 года постройки, деревянная, действующая[48].

## Фото

Памятник В. И. Ленину. 2000 год
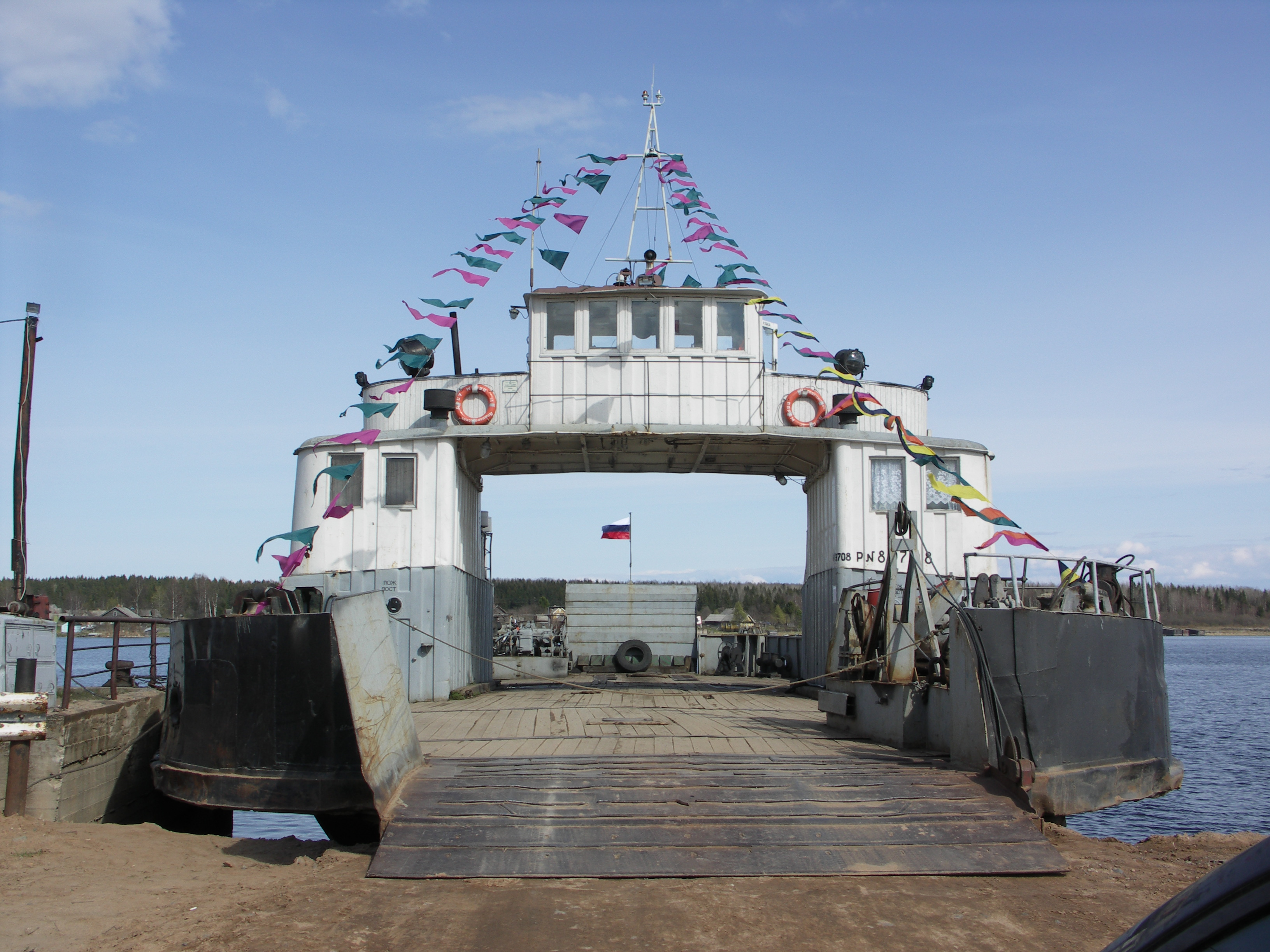
Паром в Вознесенье. 9 мая 2008 года
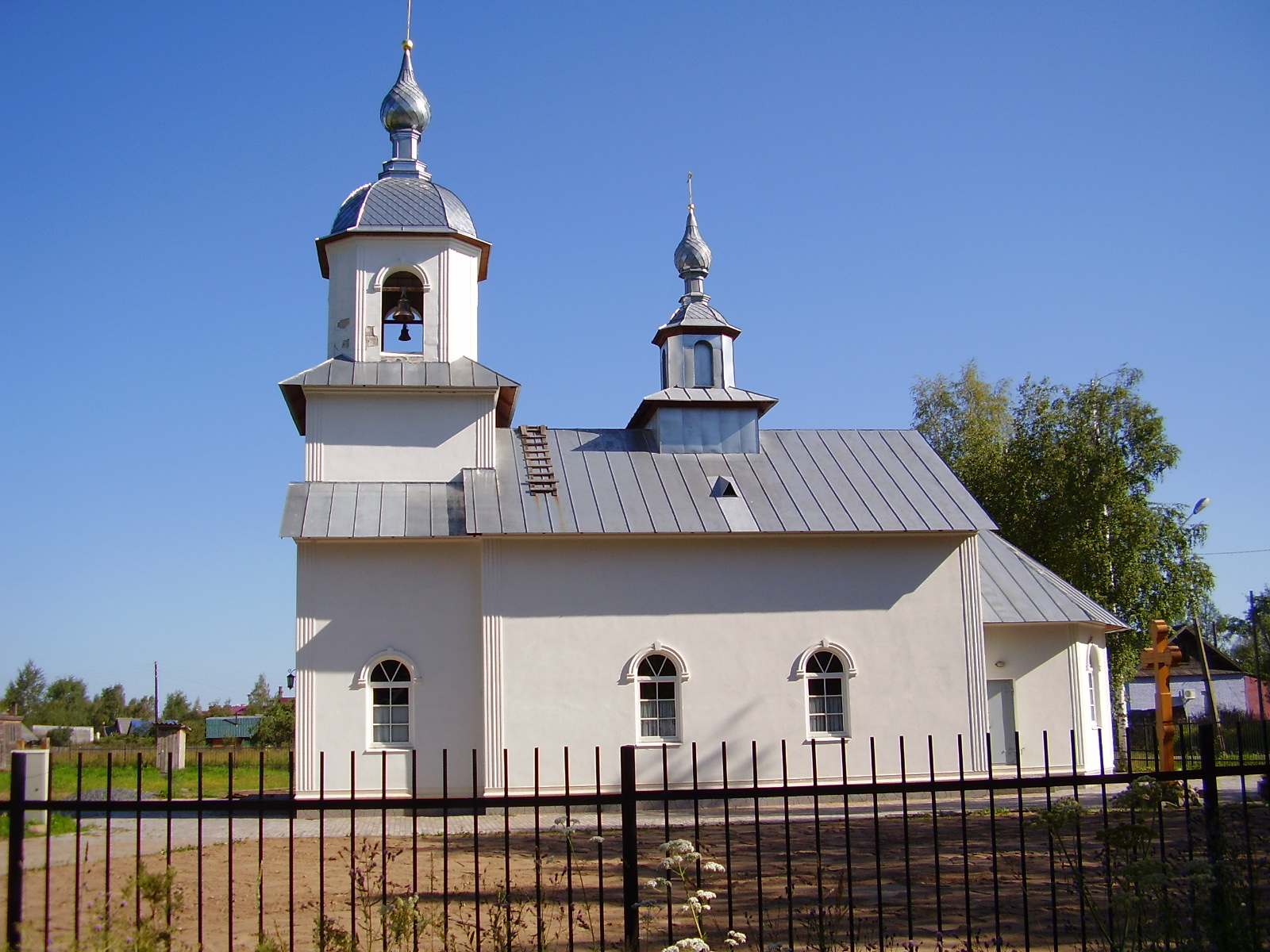
Церковь Вознесения Господня (2007 г. постройки)
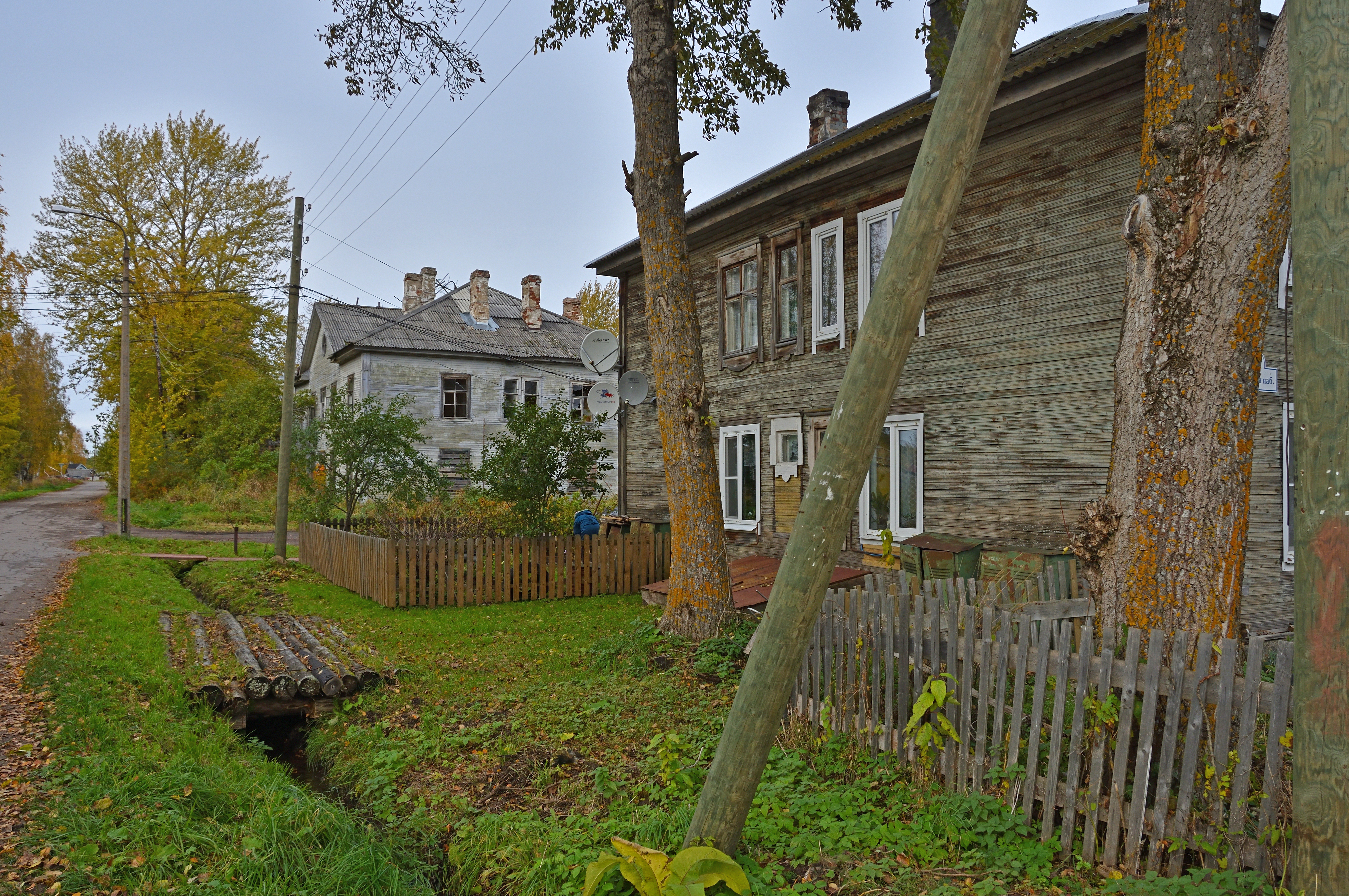
Вознесенье. Улица Водников. 2018 год

## ФотографииС. М. Прокудина-Горского. 1909 год

Вид на Вознесенье
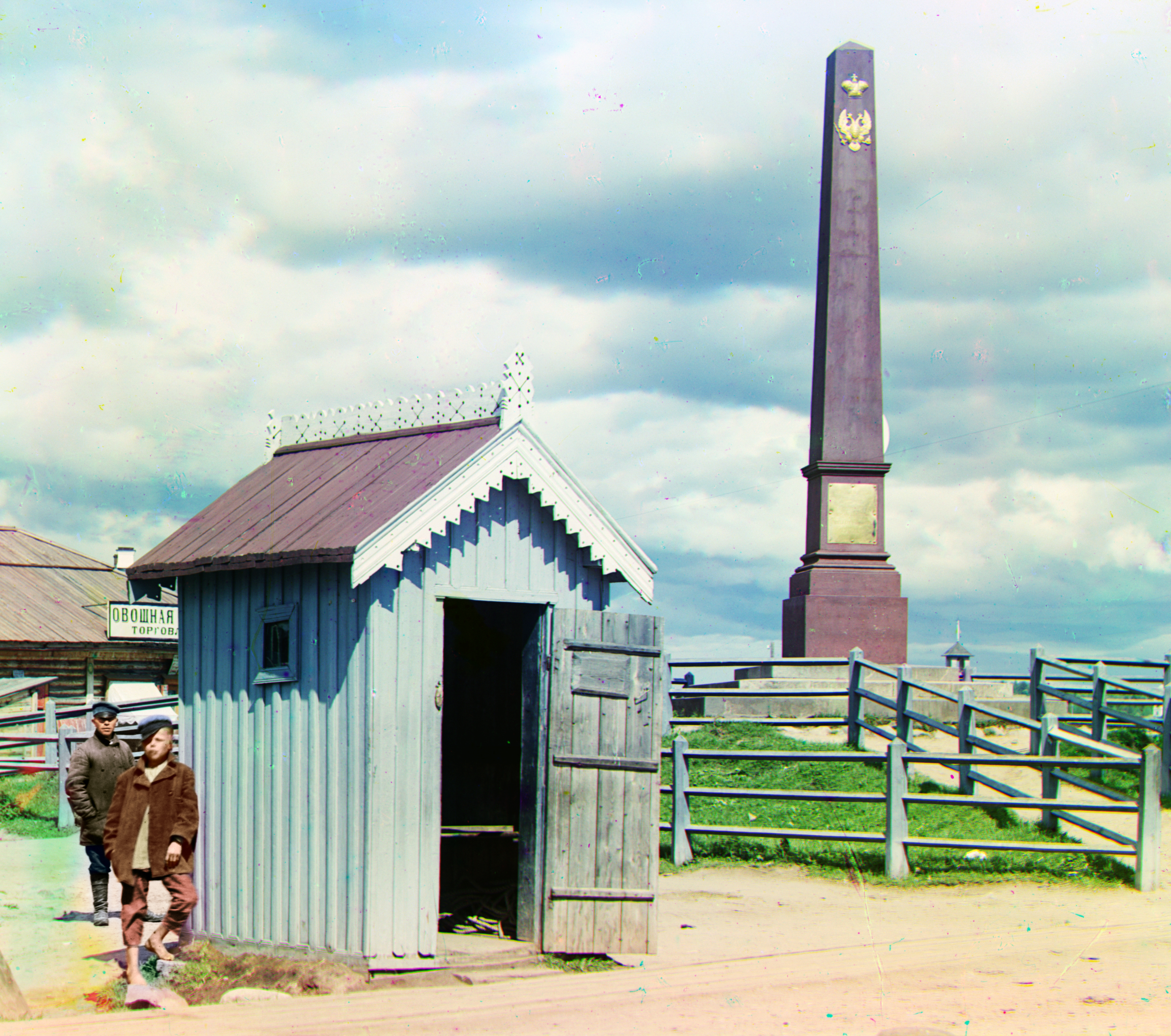
Монумент в честь открытия Онежского канала
Онежский канал у Вознесенья
Вознесенский рейд

## Известные жители
- Алабышев, Александр Философович (1905—1983) — советский учёный-химик, родился в посёлке.
- Коваль, Мариан Викторович (1907—1971) — советский композитор и общественный деятель.
- Коняев, Николай Михайлович (1949—2018) — писатель, секретарь правления Союза писателей России.